# Convento de Pirescoxe
O Convento de Pirescoxe, Convento de Nossa Senhora da Conceição ou Convento de Nossa Senhora da Conceição de Azóia, como também é referido, localiza-se na povoação de Pirescoxe, na freguesia de Santa Iria de Azóia, Município de Loures, Distrito de Lisboa, em Portugal.
Nos meados do século XV existia já no mesmo local uma ermida de Nossa Senhora da Conceição, que foi adquirida, em cerca de 1460, por D. Pedro de Castelo Branco, Senhor do Morgado de Castelo Branco (o que depois o seria Castelo de Pirescoxe), para jazigo da sua família. Foi o neto paterno dele, D. António de Castelo Branco, Senhor do Morgado de Castelo Branco, quem assinou, a 13 de Julho de 1584, a cessão da ermida aos frades Franciscanos Capuchos da Arrábida para fundarem o actual convento, que chegou a albergar 18 frades.
Com a extinção das Ordens Religiosas em 1834, o convento foi leiloado em hasta pública, passando para as mãos de particulares, situação em que se mantém actualmente. Uma parte do património daquele antigo convento (imagens, quadros, livros e objectos) encontra-se custodiado na igreja matriz de Santa Iria de Azóia.
Na antiga cerca mantém-se parte do sistema hidráulico, nomeadamente uma galeria subterrânea e uma levada de escoamento.